# Apstrakcija
Apstrakcija je proces izdvajanja općeg i bitno zajedničkog iz više posebnog i mnogo pojedinačnog ili izdvajanje posebnog koje sadrži bitno zajedničko iz pojedinačnog i koje se, oformljeno kao posebnost, razlikuje po nekim odredbama od općeg.

## Relevantni članci
- Metodologija